# Conophytum brunneum
Conophytum brunneum är en isörtsväxtart som beskrevs av Steven A. Hammer. Conophytum brunneum ingår i släktet Conophytum, och familjen isörtsväxter. Inga underarter finns listade i Catalogue of Life.